# Gehörgang

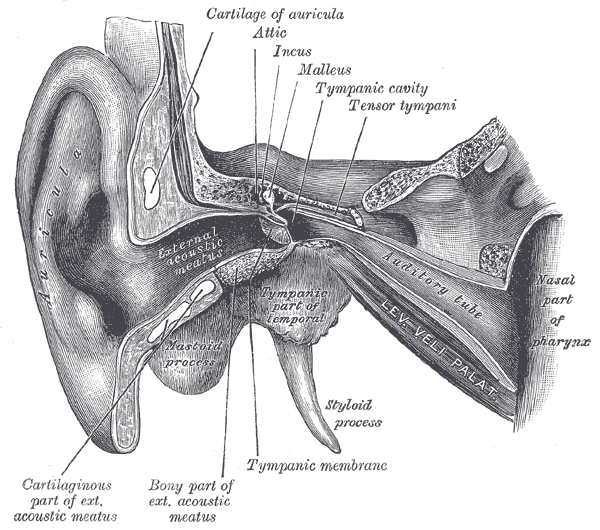
Zeichnung des äußeren Ohrs des Menschen

Als Gehörgang werden zwei im Ohr verlaufende Gänge bei Landwirbeltieren bezeichnet. Man unterscheidet einen äußeren und einen inneren Gehörgang (Meatus acusticus externus und internus). Der äußere Gehörgang dient der Schallleitung von der Außenwelt zum Trommelfell. Der innere Gehörgang dient der Passage des Nervus vestibulocochlearis.
Der innere Gehörgang ist vollständig, der äußere Gehörgang nur zum Teil knöchern gestützt. Die knöchernen, zum Schädel – genauer zum Schläfenbein – gehörenden Abschnitte nennt man Ohrkanal (Canalis acusticus externus bzw. internus), deren Öffnung Porus acusticus externus bzw. internus.